# Trilobitenhöhle
Die Trilobitenhöhle (frz. Grotte du Trilobite) bzw. Trilobiten-Grotte ist eine der Höhlen von Arcy-sur-Cure im Süden des Pariser Beckens zwischen Auxerre und Avallon, bei der gleichnamigen Gemeinde am Ufer des Flüsschens Cure im Department Yonne. Mit sechs archäologischen Ebenen, die vom Moustérien bis zum Neolithikum reichen, gehört ihre Stratigraphie zu den reichhaltigsten am Standort Arcy. Sie ist die erste Höhle im Departement Yonne, in der das Protosolutréen entdeckt wurde, das bis dahin in diesem Departement unbekannt war. Die Höhle ist seit 1992 als Monument historique („historisches Denkmal“) eingetragen.

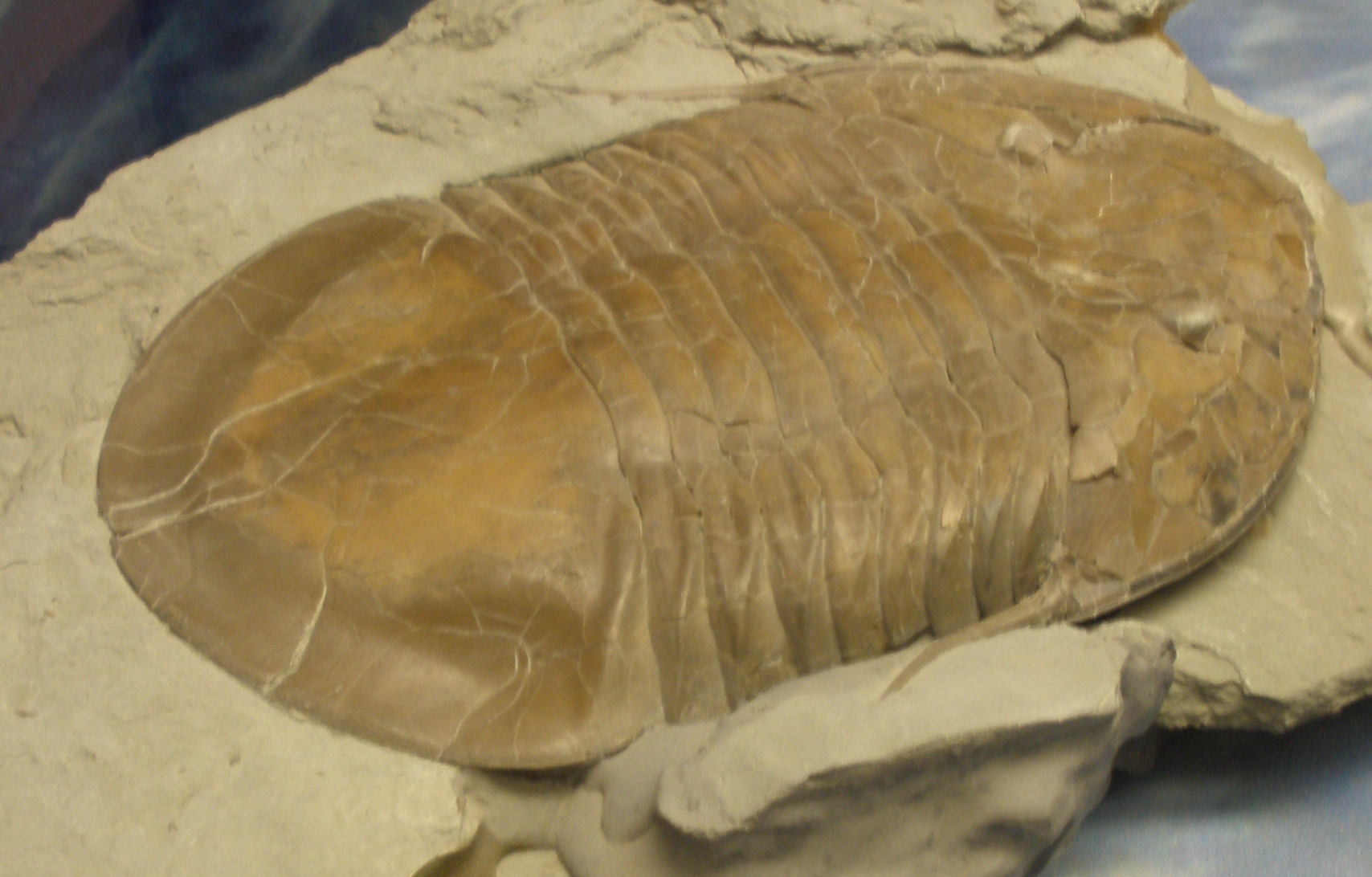
Isotelus brachycephalus

Es ist „eine Höhle, in der einer der frühesten Bewohner Europas einen Trilobiten als geheiligte Reliquie unter Verschluss hielt“.